# 埃米·彼得森
埃米·彼得森（英語：Amy Peterson，1971年11月29日—），美国女子短道速滑运动员。她曾代表美国参加1988年、1992年、1994年、1998年和2002年冬季奥林匹克运动会短道速滑比赛，获得一枚银牌和二枚铜牌。